# Parafia św. Rozalii w Harwood Heights
Parafia św. Rozalii w Harwood Heights (ang. St. Rosalie's Parish) – parafia rzymskokatolicka położona w Harwood Heights w stanie Illinois w Stanach Zjednoczonych.
Wieloetniczna parafia, z Mszą św. w j. polskim dla polskich imigrantów.
Parafia poświęcona św. Rozalii z Palermo.

## Nabożeństwa w j. polskim
- Piątek – 19:30
- Niedziela – 9:00; 13:30